# Schreibkalender (Bern)

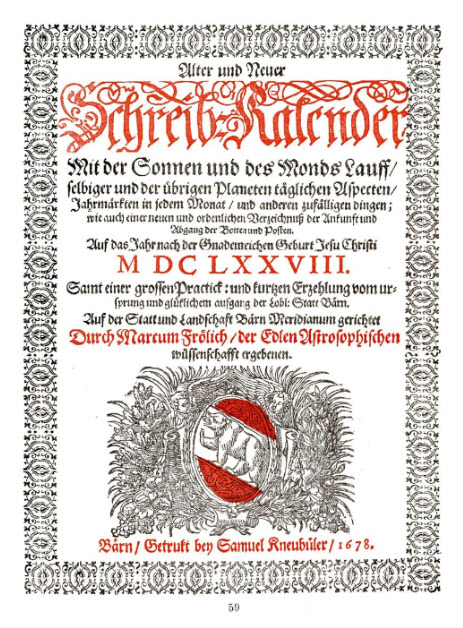
Schreibkalender im Quartformat (1678)

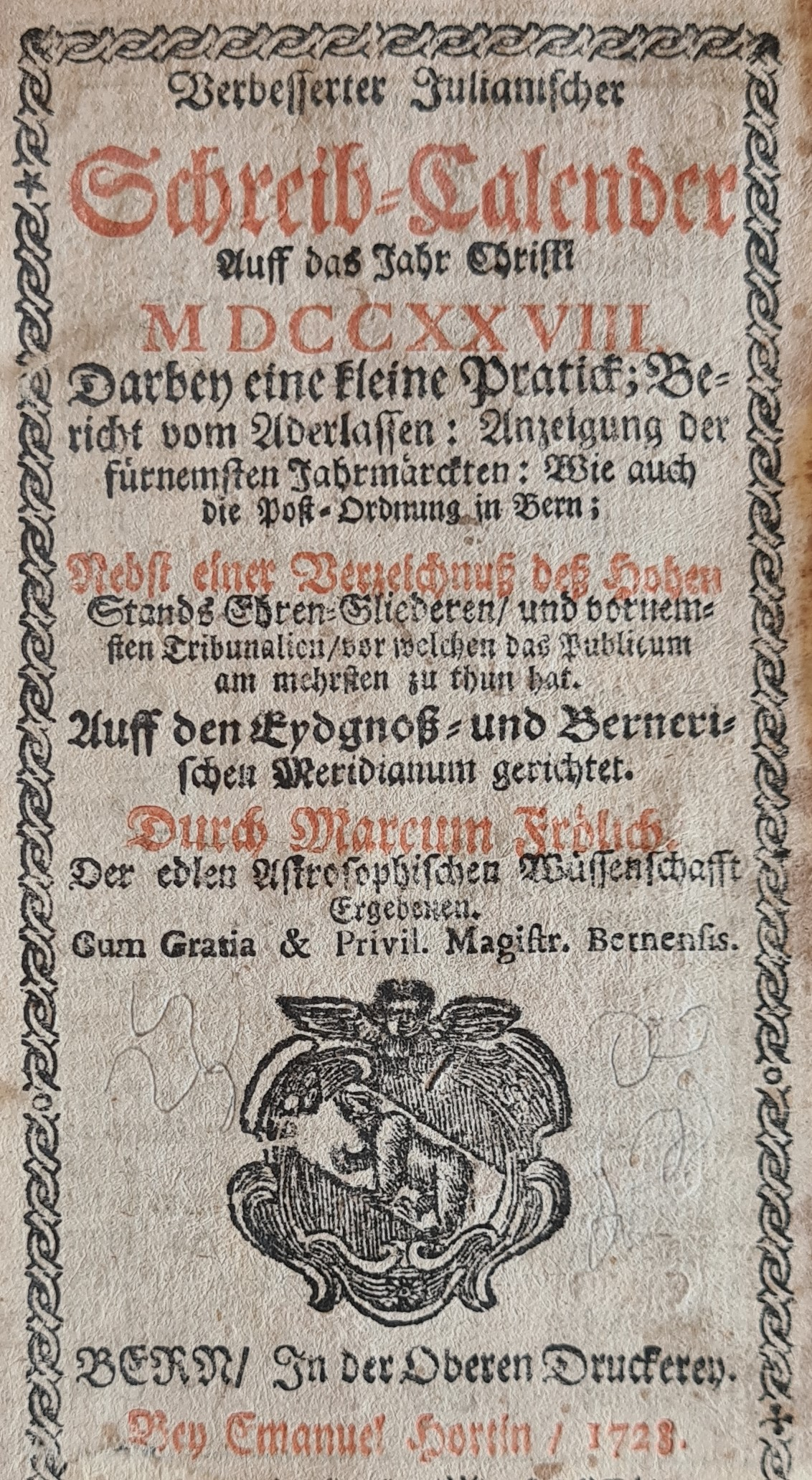
Schreibkalender im Duodezformat (1728)

Privilegierte Schreibkalender in Bern erschienen spätestens 1678 in der Oberen Druckerei. 

## Geschichte
Der aus Franken stammende Matthias Apiarius druckte 1539 in Bern Wandkalender. Bendicht Ulmann druckte in Bern Kalender, zwischen 1571 und 1585 erhielt er vom bernischen Rat Zahlungen für Kalender. Der Buchbinder Adrian Pithon erhielt 1673 das obrigkeitliche Privileg, Kalender zu drucken. Da Pithon seine Steuern mehrere Jahre nicht bezahlt hatte, verlor er das Kalenderprivileg per 25. Mai 1675 an Samuel Kneubühler. Dessen ältester erhaltener Schreibkalender unter dem Titel Alter und Neuer Schreib-Kalender erschien im Quartformat und stammt aus dem Jahr 1678. Seine Witwe Katharina Zigerli führte die Druckerei nach seinem Tod bis 1690 weiter. Sie gab neben dem Schreibkalender den Menschlich Alter-Calender (in Quart) heraus.
Für Jacob Anthon Vulpius, der 1690 die Kneubühler’sche Druckerei übernommen hatte, ist für das Jahr 1694 ein Taschenkalender (Duodezformat) mit dem Titel Alter und neuer Schreib-Kalender belegt. Der Taschenkalender war für Bern berechnet und enthielt eine kleine Praktik, als Autor ist der fiktive Astrosoph Marcus Frölich angegeben. Unter dem Namen Marcus Frölich gab Vulpius 1705 einen Quart-Kalender mit dem Titel Verbesserter Julianischer Schreib-Kalender heraus.
1714 beschwerten sich die Basler Drucker, Vulpius Nachfolger Niklaus Emanuel Haller kopiere ihre Kalender. Hierbei handelte es sich um eine Berner Ausgabe des Hinkende Bot. Die älteste erhaltene Ausgabe des in Bern gedruckten Hinkende Bot ist der Jahrgang 1718.
Der Taschenkalender der Oberen Druckerei (Verbesserter Julianischer Kalender) enthielt spätestens 1708 eine Liste der Mitglieder des Grossen Rates der Stadt Bern, während im Hinkende Bot spätestens ab 1718 die Häupter der XIII. eidgenössischen Orte aufgelistet waren. Der Schreibkalender im Taschenkalenderformat erschien bis 1798 und enthielt das sogenannte Regimentbüchlein.
1783 ging das Privileg für den Druck der Kalender und Regimentbüchlein an Rudolf Albrecht Haller (1739–1800). 1795 ging dieses Privileg zurück an Daniel Albrecht Emanuel Hortin (1765–1814), 1799 gingen die Privilegien an Rudolf Albrecht Hallers Sohn Ludwig Albrecht Haller (1773–1837), der 1814 obrigkeitlicher Buchdrucker wurde und im selben Jahr das Kalenderprivileg tauschweise an die Witwe Stämpfli abgab. Der Hinkende Bot erscheint seither bei Stämpfli, der kleine Schreibkalender mit integriertem Behördenverzeichnis wurde hingegen eingestellt.